# Jeroskipu
Jeroskipu (gr. Γεροσκήπου) − miasto w Republice Cypryjskiej, w dystrykcie Pafos. 

## Historia
Nazwa miejscowości jest wiązana z kultem Afrodyty i ma pochodzić od znajdujących się tutaj „świętych ogrodów” (gr. ιερός κήπος, ieros kipos) bogini.
W centrum Jeroskipu znajduje się trójnawowa, pięciokopułowa cerkiew pod wezwaniem św. Paraskiewy. Kościół jest przykładem IX-wiecznej bizantyńskiej architektury sakralnej. Freski wewnątrz świątyni są datowane na VIII–XV wiek.
XVIII-wieczny budynek, należący niegdyś do Andreasa Zimbulakisa, zamożnego brytyjskiego urzędnika konsularnego, mieści muzeum etnograficzne. Muzeum powstało w 1978 roku, a w jego zbiorach znajdują się XIX- i XX-wieczne eksponaty dokumentujące życie codzienne i działalność rzemieślniczą Cypryjczyków oraz cypryjską sztukę ludową.
W Jeroskipu wytwarza się lukumi, rodzaj rachatłukum, które zostało uznane za produkt o chronionym oznaczeniu geograficznym w Unii Europejskiej. Jest to pierwszy cypryjski produkt, który uzyskał takie oznaczenie. Lukumi z Jeroskipu produkowane jest w smakach: różanym, mandarynkowym, pomarańczowym, miętowym, bananowym, cytrynowym, mastyksu, waniliowym oraz czekolady i orzechów.
W 2011 roku liczyło 7878 mieszkańców.

## Miasta partnerskie
- Ajia Paraskiewi (Grecja)[9]